# Свободненський сільський округ
Свобо́дненський сільський округ (каз. Свободное ауылдық округі, рос. Свободненский сельский округ) — адміністративна одиниця у складі Єсільського району Акмолинської області Казахстану. Адміністративний центр — село Свободне.
Населення — 1003 особи (2021; 1738 у 2009, 2389 у 1999, 2905 у 1989).
Станом на 1989 рік існувала Свободненська сільська рада (селище Свободний), Любимівська сільська рада (селище Роздольний) та Ярославська сільська рада (село Ярославка). 1993 року сільради утворили Свободненський сільський округ (село Свободне) та Ярославський сільський округ (села Роздольний, Ярославка). 2000 року Ярославський сільський округ був розділений на два: Роздольненський та Ярославський. 2019 року Свободненський сільський округ був відновлений шляхом об'єднання Роздольненської сільської адміністрації та Свободненської сільської адміністрації.

## Склад
До складу округу входять такі населені пункти:
| Населений пункт | Населення, осіб (1989) | Населення, осіб (1999) | Населення, осіб (2009) | Населення, осіб (2021) |
| --------------- | ---------------------- | ---------------------- | ---------------------- | ---------------------- |
| Роздольне, село | 809                    | 741                    | 406                    | 149                    |
| Свободне, село  | 2096                   | 1648                   | 1332                   | 854                    |